# Bispeengbuen
Bispeengbuen er en 6-sporet motortrafikvej ført på søjler (dvs. en bro) gennem et tæt bebygget etageboligområde på grænsen mellem Københavns og Frederiksberg kommuner.
Hvor Bispeengbuen står i dag, var der før i tiden en våd eng. Gennem denne eng løb Ladegårdsåen. Vejen blev opført på en bro for ikke at virke som en barriere gennem området. Dette mener boligforeningerne i området dog er mislykkedes, og forsøger til stadighed at ændre området til en mere attraktiv oase, bl.a. med forslag om at genåbne Ladegårdsåen.
Når man kører fra Københavns Rådhusplads mod Brønshøj/Utterslev, er det Bispeengbuen, der fører fra Ågade/Lundtoftegade over Borups Allé og Nordre Fasanvej, under Ringbanen og til krydset Hillerødgade/Borups Allé, hvor vejen sammenføres med Borups Allé mod Hulgårdsvej. På selve Bispeengbuen er hastighedsgrænsen 60 km/t, mens den er 50 km/t på begge de veje den forbindes med. Vejstykket tælles for motortrafikvej, mens de andre veje blot er almindelige bygader med hævet hastighedsgrænse. Under broen er der indrettet parkeringspladser, og langs broen løber nordgående Ågade, der udflettes som et enkelt spor ved Lundtoftegade, og sydgående løber Bispeengen, der dog kun er en cykel- og gangsti fra Borups Allé til udfletningen ved Kronprinsesse Sofies Vej.
Bispeengbuen har en trafik på ca. 50.000 biler i døgnet.

## Historie
Bispeengbuen er opført mellem 1970 og 1972. Byggeriet blev påbegyndt af Nybyg A/S, der dog gik konkurs inden fuldførslen. Arbejdet blev overtaget og fuldført af H. Hoffmann og Sønner A/S (i dag en del af Veidekke ASA).
Broen blev indviet den 31. august 1972 under skarpe protester fra lokalbefolkningen, der flagede med sorte flag i området. Der blev indtelefoneret en bombetrussel til politiet, der valgte at frigive trafikken til buen fire timer tidligere end planlagt for at undgå demonstrationer.
For at undgå glatføreulykker på den kurvede vej, var der installeret elektriske varmekabler i kørebanen, så sne og is kunne smeltes væk. Dette anlæg dækkede 22.000 m² og havde en effekt på 9 megawatt. Det var dog kun i drift i få år.
I 1994 blev det besluttet at opsætte støjskærme langs Bispeengbuen, hvilket førte Vejdirektoratet til at udskrive en konkurrence sammen med Dansk Design Center om et nyt system, som bl.a. skulle bruge her. Det vindende projekt var udarbejdet af Knud Holscher Design, og er indarbejdet i serien af vejudstyr Milewide. For Bispeengbuen er der opsat 650 meter langs vestsiden (Frederiksberg) og 500 meter langs østsiden (København, Nørrebro) i 1999 og 2000. Effekten ved støjskærmen er en reduktion med 12 dB.
I det vestlige tunnelrør under S-banens linje F opstod skateranlægget X-Hall, som dog har måttet lade livet på grund af anlæggelsen af en ny genbrugsplads. X-Hall bliver genoprettet i det østlige tunnelrør.
I 2011 har der været fokus på at vitalisere området, dels gennem en egentlig bydelsudvikling, og dels gennem en lang række aktiviteter i efteråret.